# ルイス・グラバン
ルイス・グラバン（Lewis Grabban、1988年1月12日 - ）は、イングランド・ロンドンクロイドン区出身の元サッカー選手。サッカー指導者。ポジションはFW。

## 経歴

### クラブ
13歳でクリスタル・パレスのアカデミーに入団し、2005年8月23日のリーグカップ・ウォルソールFC戦でトップチームデビュー。2007年3月14日のウェスト・ブロムウィッチ・アルビオンFC戦でプロ初ゴール。しかしレギュラー争いに割って入ることは出来ず、レンタル移籍を繰り返した。そして2007-08シーズン冬の移籍ウインドーでミルウォールFCに放出された。
その後はリーグ1やチャンピオンシップのクラブを渡り歩いた。2012-13シーズンより加入したAFCボーンマスでは初年度でチャンピオンシップ昇格を達成。2シーズン目にはチームの得点源として活躍、リーグ4位タイの22ゴールをマークした。
2014-15シーズンよりノリッジ・シティFCに移籍したが、2016年1月にボーンマスに復帰。
2018年7月6日、ノッティンガム・フォレストFCに4年契約で移籍した。
現役引退後はノッティンガム・フォレストでアカデミーコーチを努めている。

### 代表
自身はイングランド生まれながら、ジャマイカにルーツを持つためジャマイカ代表に招集されたことがある。

## 所属クラブ
ユース
- クリスタル・パレスFC 2001-2005

プロ
- クリスタル・パレスFC　2005-2008

→ オールダム・アスレティックAFC 2006 (loan)
→ マザーウェルFC 2007-2008 (loan)
- ミルウォールFC 2008-2011

→ ブレントフォードFC 2010 (loan)
→ ブレントフォードFC 2010 (loan)
- ブレントフォードFC　2011
- ロザラム・ユナイテッドFC　2011-2012
- AFCボーンマス　2012-2014
- ノリッジ・シティFC　2014-2016
- AFCボーンマス　2016-2018

→ レディングFC 2017 (loan)
→ サンダーランドAFC 2017-2018 (loan)
→ アストン・ヴィラFC 2018 (loan)
- ノッティンガム・フォレストFC 2018-2022